# Fiskåtjärnen (Klövsjö socken, Jämtland)
Fiskåtjärnen är en sjö i Bergs kommun i Jämtland och ingår i Ljungans huvudavrinningsområde. Sjön har en area på 0,167 kvadratkilometer och ligger 438,2 meter över havet. Sjön avvattnas av vattendraget Fiskån.

## Delavrinningsområde
Fiskåtjärnen ingår i det delavrinningsområde (695281-140934) som SMHI kallar för Utloppet av Fiskåtjärnen. Medelhöjden är 455 meter över havet och ytan är 2,06 kvadratkilometer. Det finns ett avrinningsområde uppströms, och räknas det in blir den ackumulerade arean 56,63 kvadratkilometer. Fiskån som avvattnar avrinningsområdet har biflödesordning 2, vilket innebär att vattnet flödar genom totalt 2 vattendrag innan det når havet efter 253 kilometer. Avrinningsområdet består mestadels av skog (86 procent). Avrinningsområdet har 0,17 kvadratkilometer vattenytor vilket ger det en sjöprocent på 8,2 procent.